# Dammard
Dammard [damaʁ] ist ein Dorf und eine Gemeinde mit 375 Einwohnern (Stand: 1. Januar 2022) im französischen Département Aisne in der Region Hauts-de-France (frühere Region: Picardie). Die Gemeinde gehört zum Arrondissement Soissons und zum Kanton Villers-Cotterêts. Die Gemeinde ist Trägerin der Auszeichnung Croix de guerre. Die Einwohner werden Dammardois(es) genannt.

## Geographie
Die Gemeinde Dammard liegt in der Landschaft Valois an der Grenze zum Département Oise in einem Seitental des Ourcq, 20 Kilometer nordwestlich von Château-Thierry. Nachbargemeinden von Dammard sind Passy-en-Valois im Norden, Macogny im Osten, Chézy-en-Orxois im Süden und La Ferté-Milon im Westen.

## Geschichte
Der Gemeindename wird von der lateinischen Form Domnus Medardus (nach dem Gemeindepatron Medardus von Noyon) abgeleitet. Die Gemeinde hatte unter den Kämpfen des Ersten Weltkriegs schwer zu leiden.

## Bevölkerungsentwicklung
| Jahr                       | 1962 | 1968 | 1975 | 1982 | 1990 | 1999 | 2006 | 2013 | 2021 |
| Einwohner                  | 433  | 461  | 421  | 373  | 441  | 418  | 419  | 401  | 372  |
| Quellen: Cassini und INSEE |      |      |      |      |      |      |      |      |      |

## Sehenswürdigkeiten
- Vom Ersten Weltkrieg schwer betroffene Kirche Saint-Médard
- Ehemaliges öffentliches Waschhaus (Lavoir)

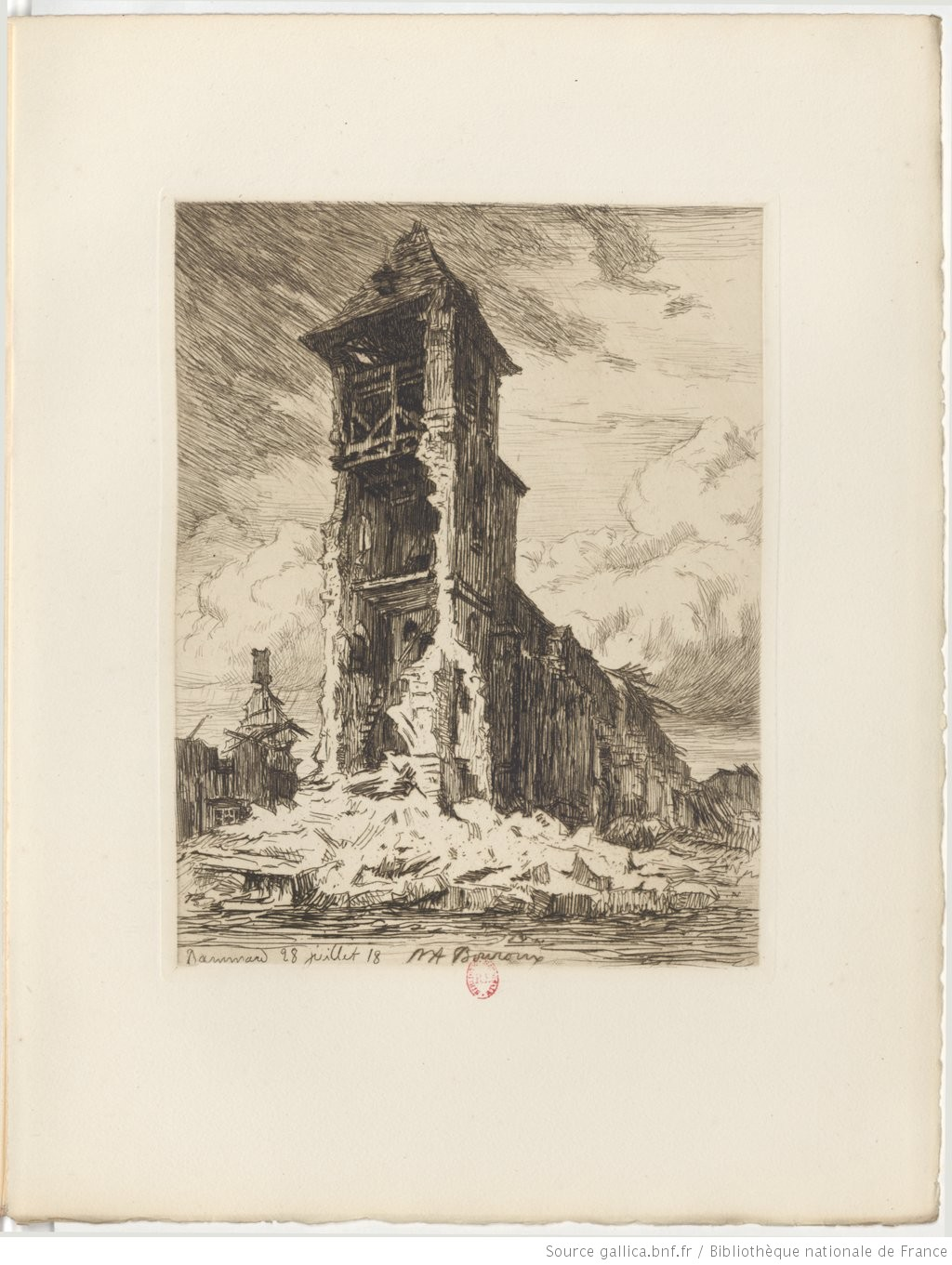
Im Krieg beschädigte Kirche
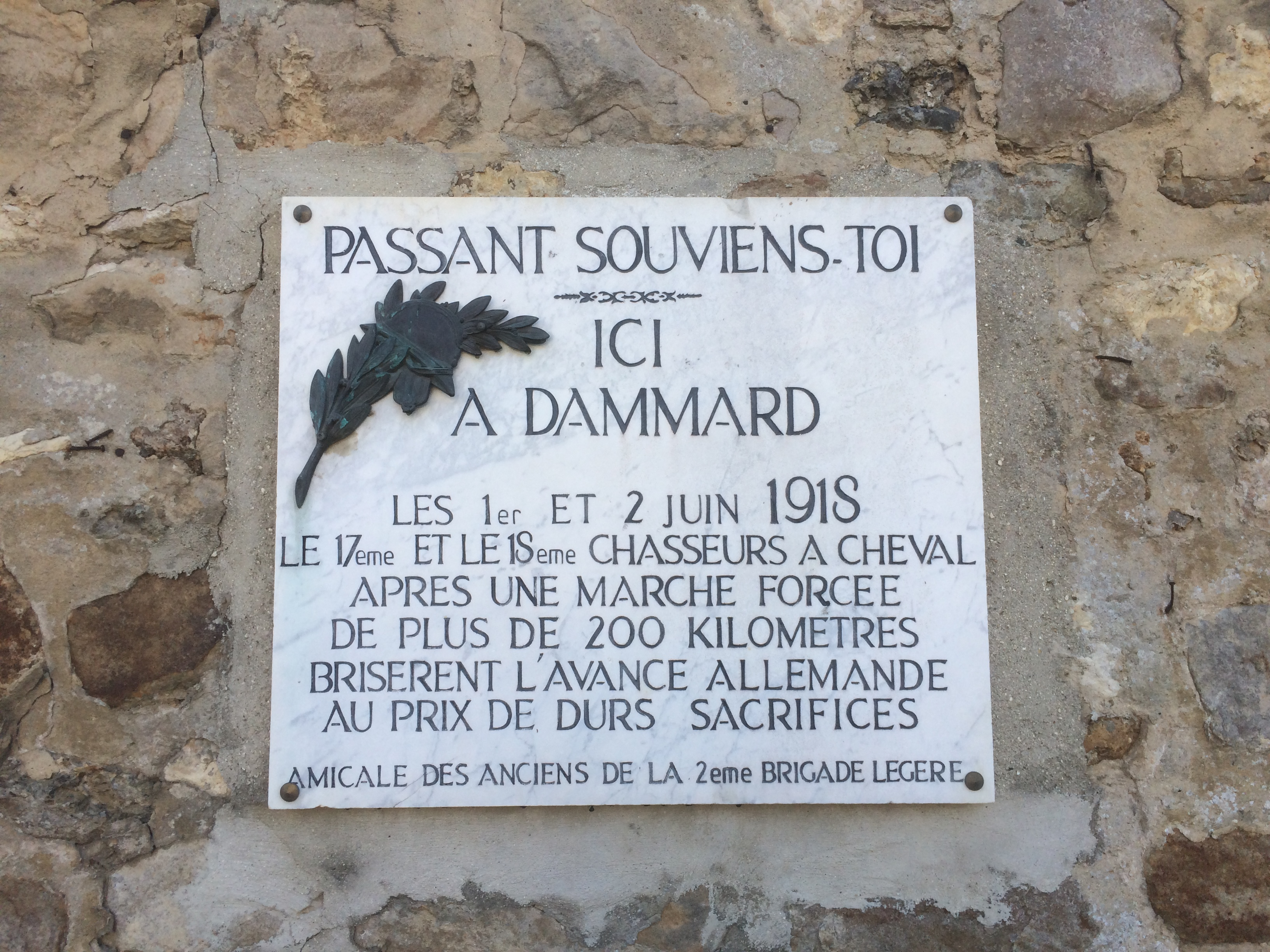
Gedenktafel an die Kämpfe im Juni 1918
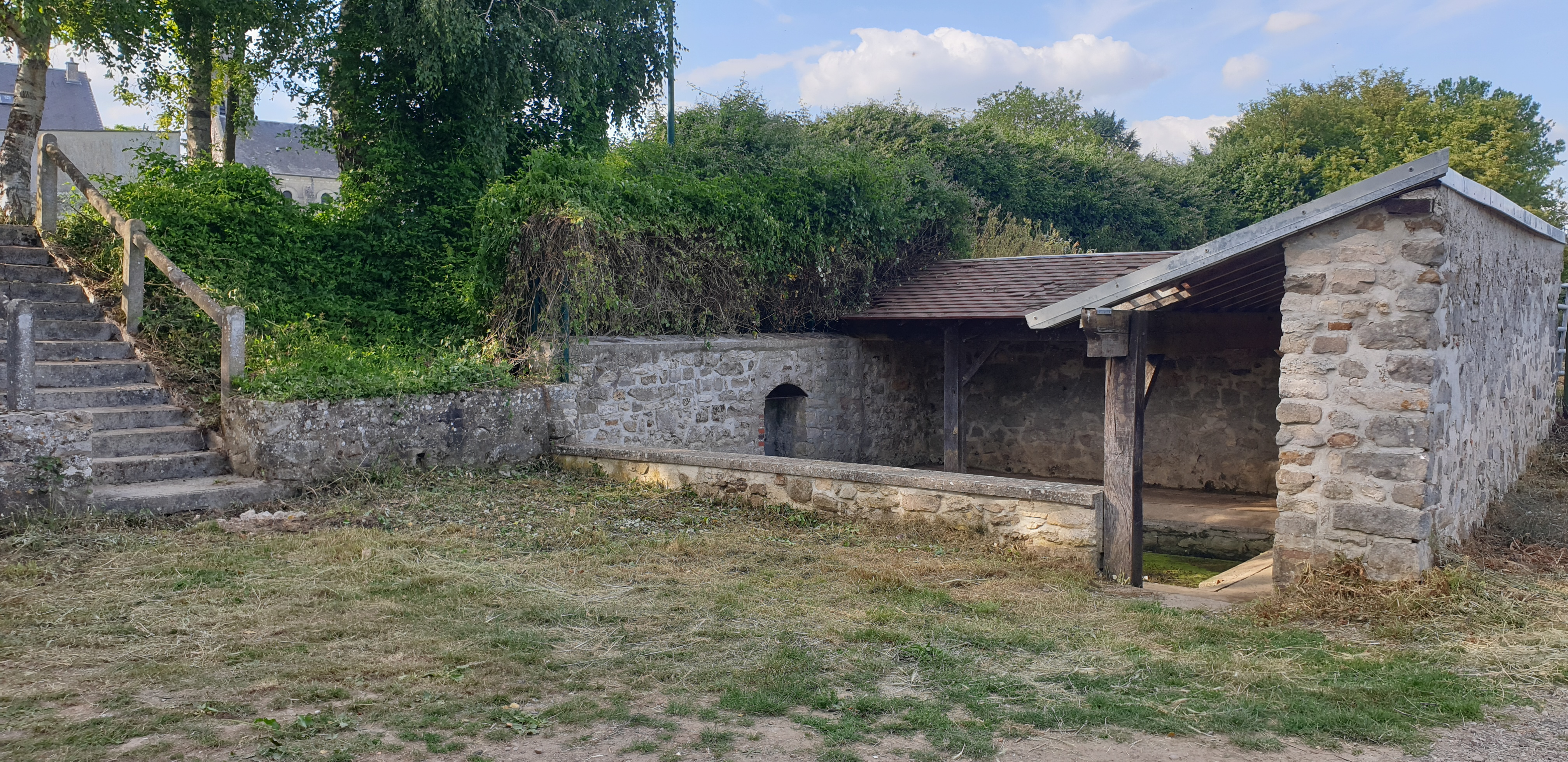
Lavoir